# Liga ASOBAL de 1994–95
A Liga ASOBAL de 1994–95 foi a quinta edição da Liga ASOBAL como primeira divisão do handebol espanhol. Com 16 equipes participantes o campeão foi o CD Bidasoa.

## Primeira Fase

### Classificação
|    | Time                 | J  | V  | E | D  | G+   | G-   | SG   | Pts |
| -- | -------------------- | -- | -- | - | -- | ---- | ---- | ---- | --- |
| 1  | Elgorriaga Bidasoa   | 30 | 25 | 2 | 3  | 867  | 714  | 153  | 52  |
| 2  | Barcelona            | 30 | 25 | 2 | 3  | 899  | 726  | 173  | 52  |
| 3  | Teka                 | 30 | 22 | 2 | 6  | 889  | 805  | 84   | 46  |
| 4  | CajaPontevedra       | 30 | 19 | 3 | 8  | 873  | 811  | 62   | 41  |
| 5  | Cadagua Gáldar       | 30 | 19 | 2 | 9  | 995  | 931  | 64   | 40  |
| 6  | Granollers           | 30 | 17 | 5 | 8  | 828  | 776  | 52   | 39  |
| 7  | Academia Octavio     | 30 | 15 | 1 | 14 | 1010 | 1011 | –1   | 31  |
| 8  | Valladolid           | 30 | 10 | 4 | 16 | 804  | 840  | –36  | 24  |
| 9  | Ciudad Real          | 30 | 11 | 2 | 17 | 821  | 882  | –61  | 24  |
| 10 | Alzira               | 30 | 11 | 1 | 18 | 893  | 970  | –77  | 23  |
| 11 | Avirresa Guadalajara | 30 | 8  | 6 | 16 | 775  | 832  | –57  | 22  |
| 12 | Prosesa Ademar León  | 30 | 7  | 6 | 17 | 751  | 787  | –36  | 20  |
| 13 | Juventud Alcalá      | 30 | 8  | 4 | 18 | 820  | 849  | –29  | 20  |
| 14 | Conquense            | 30 | 6  | 5 | 19 | 776  | 861  | –85  | 17  |
| 15 | Puleva Maristas      | 30 | 6  | 5 | 9  | 839  | 920  | –81  | 17  |
| 16 | Huétor Tájar         | 30 | 3  | 6 | 21 | 749  | 874  | –125 | 12  |

|  | EHF Champions League   |
|  | EHF Cup Winners' Cup   |
|  | EHF Cup                |
|  | EHF City Cup           |
|  | playoff de permanencia |
|  | playoff relegado       |
|  | Relegado               |